# رابرت ای. هولتون
رابرت ای. هولتون (انگلیسی: Robert A. Holton؛ زادهٔ ۱۹۴۴ (۸۰–۸۱ سال)) شیمیدان اهل ایالات متحده آمریکا است. وی عمدتاً به دلیل کار بر روی Holton Taxol total synthesis شناخته می شود.